# Clássico do Planalto Médio
O Clássico do Planalto Médio, ou ainda Ga-Pas, é o principal clássico de futebol da região do Planalto Médio do Rio Grande do Sul. É disputado por Gaúcho e Passo Fundo, ambas equipes do município de Passo Fundo.

## História
Em 1985, tanto o 14 de Julho quanto o Gaúcho viviam um momento de crise. Enquanto que o primeiro não havia feito um bom campeonato da Segunda Divisão Gaúcha e poderia licenciar-se, o Gaúcho havia sido rebaixado para a mesma divisão. Sendo assim, em 10 de janeiro de 1986, dirigentes de ambos clubes optaram pela fusão, originando o Esporte Clube Passo Fundo.
Entretanto, a tradicional rivalidade entre os times passo-fundenses não permitiu que a fusão durasse muito tempo. No início do século XXI, o Gaúcho retomou seu departamento de futebol e voltou às competições oficiais. Por outro lado, o Passo Fundo retirou a cor verde de seu unfirome, adotando o alvirrubro do antigo 14 de Julho. Anos mais tarde, o Passo Fundo voltaria a utilizar o verde, passando a ser tricolor, para a disputa da Segundona de 2010.

## Títulos
| Torneio                        | Gaúcho | Passo Fundo          |
| ------------------------------ | ------ | -------------------- |
| Campeonato Gaúcho - 2ª Divisão | 3      | 2                    |
| Campeonato Gaúcho - 3ª Divisão | 1      | Nunca participou (0) |
| Campeonato Citadino            | 16     | 19                   |
| Copas Serrana                  | 0      | 1                    |
| Total                          | 20     | 22                   |